# Parahyliota pallidus
Parahyliota pallidus es una especie de coleóptero de la familia Silvanidae. Fue descrito en 1901 por Gilbert John Arrow.

## Distribución geográfica
Habita en Madagascar.